# توماس مارتن أينشتاين
الدكتور توماس مارتن أينشتاين هو طبيب تخدير في المركز الطبي في جامعة كاليفورنيا في سانتا مونيكا وابن حفيد عالم الفيزياء ألبرت أينشتاين. الدكتور توماس أينشتاين هو خريج كلية الطب من جامعة كاليفورنيا وحاصل على شهادة في كل من طب الطوارئ والتخدير.
توماس مارتن أينشتاين متزوج وأب لثلاثة أطفال.